# スーパータイム関東
『FNNスーパータイム関東』（ - かんとう）は『FNNスーパータイム』の補完番組で、フジテレビで1993年10月1日から1994年3月25日にかけての半年間放送された首都圏の一週間を振り返るローカルワイド番組だった。通称『スパ関』。

## 概要
当日18時からの『スーパータイム』の告知コーナーもあり、当時のキャスターだった露木茂と安藤優子が報道センターから出演し、第1回放送では「『スーパータイム』が、今日から10年目に入ります」という告知で登場した。
本来は、『どさんこワイド120』（札幌テレビ）を筆頭とする夕方ワイド番組の流れを受け、首都圏でも地元密着型のニュースワイド番組を始めて他局から逃げ切ろうという日枝久社長の考えから、将来的にはベルト番組にする考えだった。フジテレビは北海道には系列局であり、当時ワイド番組を放送していた北海道文化放送があるにもかかわらず、本番組の開始に先立ち、夕方ワイド番組の制作ノウハウを学ぶため系列外である札幌テレビに従業員を出向させたほどだった。
しかし1994年4月改編でフジテレビは早朝強化の方針から『めざましテレビ』を開始。この都合から『ポンキッキーズ』を17時に移転することになり、番組はわずか半年で終了した。なお、この番組の特集企画の一部は後に『めざましテレビ』で放映される「迷走地図」シリーズなどの原型になった。
本番組終了後、フジテレビがふたたび17時台に定時ニュース番組を設置するのは、5年後の1999年、『FNNスーパーニュース』の放送時間拡大で実現することとなる。
このほか、中CM前には関東エリア内の幼稚園児がサッカースタイルで登場するシーンが入り、「あなたの街のサッカーガール」の名称で展開された。当然男子園児はなく女子園児だけで登場した。これにはこの年に誕生した「Jリーグ」の刺激をうけて仕掛けたものだという。

## 放送時間
- 毎週金曜日 17:30-18:00

## キャスター
- 福井謙二（当時フジテレビアナウンサー）
- 中村江里子（当時フジテレビアナウンサー、『どうーなってるの?!』を兼務）

## コーナー
- リクエスト天気
  - 視聴者がピンポイント天気予報をリクエストする[3]。
- 関東地方週末の天気
  - 1都6県の約3から6地点の天気を伝える[3]。

## エピソード
- 番組内容がなかなか安定せず、後期は全編が屋外からの中継となった。一度、CM中に中継回線が途切れる事故があり、CM明けに「スーパータイム関東」と大きく書かれたブルーバックを表示したクロマキーの前に福原直英が立ち、「中継回線が途切れたため、急遽、スタジオからお送りします」と告知。しかし、直後に回線が復旧し、びっくりする福井と中村の表情が大写しになり、福原の出演は10秒足らずに終わった。

## テーマ曲
- 『THE LOVE PARADE』（小山田圭吾）- オープニング
- 『ピンクのバク』（ぶんけかな）- エンディング